# Plan de réduction des risques naturels

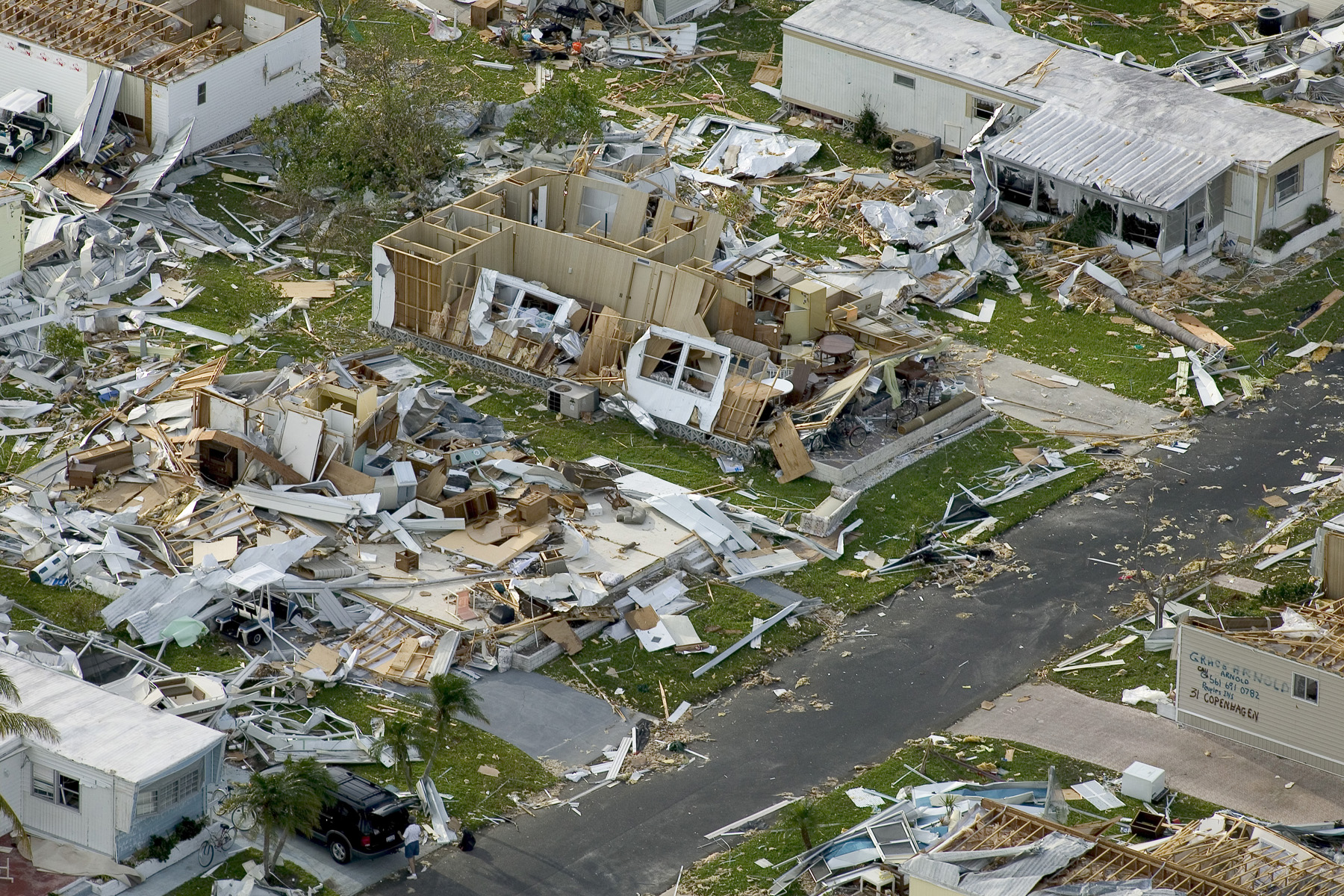
Dégâts de l'ouragan Charley

Le Plan de réduction des risques naturels est une procédure d'urgence destinée à prévenir, préparer, organiser et gérer les situations inhérentes aux risques naturels.
Pour réduire le risque inhérent aux catastrophes naturelles, il est nécessaire d’agir sur ses déterminants : aléa, exposition, vulnérabilité et capacité d'adaptation. Une fois déclenché, l'impact du plan dépend de la capacité des communautés affectées à le mettre en œuvre.
La réduction des risques est divisée en quatre phases :
- prévention (zonage, règle générale d’urbanisme, analyse de vulnérabilité, carte des aléas, etc.),
- préparation (alerte précoce, simulation de catastrophe),
- gestion (secours),
- relèvement (soins médicaux, subventions, logement temporaire).

Une communauté organisée conçoit des plans spécifiques pour aborder ces étapes, ils peuvent prendre la forme de points spécifiques dans des cadrages plus généraux. Par ailleurs, deux accords mondiaux réglementent la réduction des risques de catastrophe dans les pays membres des Nations unies : le Cadre d'action de Hyogo (CAH) (2005-15) et le Cadre de Sendai pour la Réduction du Risque de Catastrophe (2015-30). Après une action développée à l’échelle nationale, principalement pour s’assurer que chaque pays dispose d’un plan national de réduction des risques (CAH), le cadre de Sendai encadre la planification locale et recommande une approche systémique, prenant en compte tous les risques. L’inclusion des connaissances locales et scientifique, ainsi que la généralisation des systèmes d’alerte précoce en fait notamment partie.

## PaysOCDE
La Directive inondation (23 octobre 2007) a conduit les différents pays à l'évaluation préliminaire et à la gestion des inondations dans les districts hydrographiques continentaux et outre-mer (Guadeloupe, Guyane, Martinique, Mayotte, La Réunion, Canaries, Açores...) : enjeux exposés, emprise potentielle des inondations extrêmes afin d’identifier les territoires à risque important d’inondation et de les représenter sur carte. Enfin, les plans de gestion des risques d’inondation ont été produits pour chaque district hydrographique. Les dispositifs d'alerte abondent mais leur potentiel semble loin d’être pleinement exploité, par exemple dans le cas des applications smartphone.

### France
Les deux tiers des 36 000 municipalités françaises sont exposées à au moins un risque naturel. En 1995, les Plans de Prévention des Risques Naturels (PPRN) ont remplacé les précédents plans départementaux d'exposition aux risques introduits en 1982. Les PPRN contiennent un zonage et un règlement visant à réduire l’exposition et la vulnérabilité physique des biens et personnes en cas d’inondation, de tremblement de terre, d’éruption volcanique, de mouvement de terrain, d’avalanche, d'incendie de forêt, de cyclone tropical, de tempête. Le PPRN est annexé, après enquête publique et approbation, au Plan Local d’Urbanisme en tant que servitude d’utilité publique. La gestion d’un événement potentiellement catastrophique est modernisée par la loi no 2004-811 du 13 août 2004 sur la Sécurité civile et par les 3 Décrets d’application introduisant le plan ORSEC (Organisation de la Réponse de Sécurité Civile) à l'échelle départementale (Décret no 2005-1157 du 13 septembre 2005), le Plan Particulier d'Intervention (décret no 2005-1158) et le Plan Communal de Sauvegarde (Décret 2005-1156),.

### États-Unis
Le Federal Disaster Mitigation Act 2000 envisage l’adoption de Plans Locaux de Mitigation des risques (PLM) pour la préparation desquels la Federal Emergency Management Agency (FEMA) a élaboré des lignes directrices spécifiques. Les plans contiennent l’évaluation de tous les dangers qui menacent la communauté, l’évaluation des capacités (de gestion des urgences, de réglementation, de planification générale, fiscales et politiques), la stratégie d’atténuation (objectifs, actions, techniques, priorisation des actions, plan d’action) et des indications sur la maintenance du plan (mise en œuvre, intégration, suivi et évaluation, implication du public). Les lois spécifiques des États exigent que les PLM soient annexés aux plans généraux de chaque juridiction locale (par exemple, Californie Senate Bill 1035). En l'absence de PLM, 10 états (Arizona, Californie, Colorado, Floride, Idaho, Maryland, Missouri, Nebraska, Caroline du Nord, Oregon) exigent que le Plan Général prévoie un élément de sécurité ou envisage des dangers spécifiques, tels que l’élévation du niveau de la mer (Florida Senate Bill 1094-2015) et sur la base des directives respectives élaborées à cet égard. Les politiques identifiées par les plans globaux ou généraux d’atténuation des risques concernent généralement la limitation de la construction des zones à haut risque et l’identification de leurs usages admissibles, l'orientation de l'expansion des bâtiments vers les zones à faible risque, la cartographie des dangers, l’information des habitants des risques naturels, coordonner les planificateurs avec les gestionnaires des urgences pour éviter les conflits. En ce qui concerne le relèvement, le National Disaster Recovery Framework (2016) définit les rôles et responsabilités des différents acteurs en mettant fortement l'accent sur la participation et l’inclusion du public dans toutes les phases du processus de planification locale de l’urgence. Chaque État établit avec sa propre loi l'obligation pour les gouvernements locaux d’adopter des plans d’urgence spécifiques (à savoir : Washington State House Bill 1171 approuvé le 16 avril 1997).

### Mexique
La connaissance des risques à l'échelle locale est promue depuis 1994 avec le Guide pour l'identification des zones à risques dans les centres urbains. Cependant, ce n'est qu'à partir de 2011 qu'il se traduit par la préparation de l'Atlas de peligro y riesgo dans 192 communes. Malheureusement ces outils, qui sont valables en eux-mêmes, ont peu d'effet pour réduire la vulnérabilité et prévenir les catastrophes car ils restent séparés des politiques de développement urbain. En 2012, les compétences de la protection civile se sont étendues à la gestion intégrale des risques(2012). La réduction des risques est donc incluse dans les plans de développement communaux.

### Colombie
Le plan national de réduction des risques a été adopté en 2016. La réduction des risques à l'échelle municipale est prévue avec des Plans de gestion du risque de catastrophe introduits par la loi no 1523 du 2012 sur la gestion des risques de catastrophe et sur le système national de gestion des risques de catastrophe. 75 municipalités sur 1 103 et plusieurs départements se sont équipés de cet outil selon les orientations fixées par le Système National de Gestion du Risque Catastrophe (SNGRD) en 2012 et l’ont rendu librement accessible sur le web : l’un des résultats les plus significatifs en Amérique Latine. Les plans sont à moyen terme, organisés avec une description des aléas auxquels la municipalité est exposée, la cartographie des zones exposées, la quantification des enjeux, la description des impacts passés (dommages) et de la vulnérabilité, des mesures prises, la probabilité que chaque aléa se reproduise et les mesures (structurelles et non structurelles) pour y faire face. Les programmes de réduction du risque et les actions associées sont identifiés, chacun étant détaillé sous une forme qui quantifie la durée prévue d'exécution et le coût).

## Sud Global
Dans le Sud Global, nous rencontrons une situation extrêmement diversifiée.

### Amérique Latine
De nombreux pays ont adopté un plan national de réduction des risques de catastrophe (Argentine 2018, Brésil 2012, République Dominicaine 2011, Équateur 2019, Guatemala 2014, Haïti 2001, Panama 2011, Pérou 2014, Salvador 2017). Certains pays ont des plans locaux de réduction des risques (Brésil, Colombie, République Dominicaine, Honduras, Nicaragua, Pérou, Porto Rico), une cartographie des risques, des systèmes d'alerte précoce. De nombreux pays ont des plans d'urgence (Brésil, Équateur, Haïti, Jamaïque, Pérou).

#### Brésil
Ce pays dispose des plans à l'échelle fédérale et locale pour réduire les risques de catastrophe. Le plan national de gestion des risques et d'intervention en cas de catastrophe (2012), le Plan municipal d’urgence et de protection civile et le Plan municipal de réduction des risques de catastrophe ont été introduits par la loi fédérale no 12.608 du 10 avril 2012. Le Plan de réduction du risque a été introduit dans le cadre du programme fédéral d’urbanisation, de régularisation et d'intégration des établissements précaires élaboré par le Ministère des Villes. Selon la loi, le Gouvernement fédéral aurait dû créer un Cadastre de municipalités avec des zones sensibles aux glissements de terrain et exposées aux inondations soudaines, aurait dû avoir un plan de protection civile et un plan pour réduire les risques de catastrophe. En l'absence de règlement du dit cadastre, de nombreuses communes ont adopté un plan de réduction des risques : entre 2011 et 2017 les plans ont été multipliés par 7 et 2261 communes auraient été équipées de cet outil important selon l’Institut Brésilien de Géographie et de Statistique. Cependant, seule une très petite partie de ces outils de base est librement accessible sur le Web.

#### Pérou
Le Système national de gestion des risques de catastrophe (SINAGERD) est créé par la loi no 29664 du 26 mai 2011. Tous les niveaux administratifs sont impliqués dans la réduction des risques (ley organica de municipalides no 27972 du 6 mai 2003). Il existe un plan national de gestion des risques (2014). Selon la résolution ministérielle no 276-2012 du 24 octobre 2012), les municipalités forment un groupe de travail interne pour incorporer la gestion des risques de catastrophe dans les plans physiques, identifier les aléas, évaluer les vulnérabilités, déterminer les niveaux de risque et promouvoir la participation. Différents plans de réduction des risques ont été élaborés au niveau municipal suivant le guide spécifique créé par le Centre National d'Estimation, Prévention et Réduction du Risque Catastrophe (CENEPRED) en 2013. Le plan évalue les risques, décrit la prévention et la réduction en cours, fournit la vision, définit les objectifs généraux et spécifiques, identifie les actions priorité, les investissements nécessaires, le dispositif de suivi et évaluation, les fiches techniques des actions. Le processus d’élaboration du plan est interne à la municipalité, il n’y a pas de participation du public, sauf sous la forme d’avis de représentants des secteurs privé et du secteur public au premier brouillon du plan.

### Afrique
Dix-neuf pays seulement disposent d'un plan national (Botswana 2013, Cap Vert 2017, Congo 2017, Côte d'Ivoire 2011, Éthiopie 2013, Gambie 2012, Ghana 2011, Guinée-Bissau 2013, Kenya 2009, Liberia 2012, Madagascar 2015, Malawi 2015, Mauritanie 2015, Mozambique 2017, Namibie 2011, Rwanda 2012, Sierra Leone 2006, Soudan du Sud 2018). Ces plans sont de deux types : un spécifique pour réduire et / ou gérer les risques et un pour gérer les catastrophes (qui se rapproche d’un plan de protection civile).
Les plans de réduction des risques sont organisés en présentant la vision, en traçant les objectifs et en définissant les principes. Les axes stratégiques sont ensuite décrits (à savoir : compréhension des catastrophes, renforcement des capacités, intégration de la réduction des risques dans la planification du développement, financement, atténuation des risques, préparation aux catastrophes, relèvement post-catastrophe), mécanismes de mise en œuvre.
Contrairement aux pays d’Amérique Latine, l'action à l'échelle locale par le biais de plans spécifiques au sud du Sahara est occasionnelle et il n’y a pas de lien entre ces plans et les plans de développement local. Les gouvernements locaux élus (là où ils existent) ont parmi leurs mandats, la réduction des risques de catastrophe. Cependant, ils manquent de ressources financières et d’informations (cartes des aléas) pour développer des plans locaux spécifiques. Néanmoins, certaines mesures de réduction des risques sont incluses dans les plans de développement local / municipal ou de district, ou de canton. Les plans d’émergence /contingence pour gérer la catastrophe sont rares. Il n’y a presque pas de dispositifs d’alerte précoce (SAP) en place et lorsqu'ils existent, ne sont pas conçues impliquant les bénéficiaires. Les SAP sont déconnectés des plans de développement local : les zones menacées ne sont pas signalées sur le terrain, il n’y a pas de protocoles pour les populations qui y vivent, il n’y a pas de simulations de catastrophes ou elles. Dans ces conditions, l'évaluation des risques est généralement réalisée en milieu universitaire ou par des projets visant à renforcer les capacités locales principalement pour vérifier le potentiel des informations existantes à différentes échelles (régional, municipal, emplacement unique) et pour illustrer leur potentiel dans les processus prise de décision locale sur l'identification des actions de réduction des risques les plus appropriées, leur quantification et leur localisation sur le territoire [Tiepolo 2016].